# Jurajska
Jurajska – naturalna akratopega produkowana przez Jurajską Spółdzielnię Pracy w Myszkowie. Złoża wody w Jurze Krakowsko-Częstochowskiej odkryto w roku 1976, a produkcję wody "Jurajskiej" rozpoczęto w 1984.
Zawartość substancji mineralnych w wodzie wynosi 516,84 mg/l.
W maju 2008 roku firma była sponsorem strategicznym polskiej reprezentacji siatkarzy.
W lipcu 2013 roku spółdzielnię pracy przekształcono w spółkę z o.o. Wytwórnia wody znajduje się w Postępie w województwie śląskim.